# Days of '49 (film 1912)
Days of '49 è un cortometraggio muto del 1912 diretto da George Melford.

## Produzione
Il film, prodotto dalla Kalem Company, fu girato a Glendale, in California.

## Distribuzione
Distribuito dalla General Film Company, il film - un cortometraggio di una bobina - uscì nelle sale cinematografiche USA l'11 novembre 1912.